# ファーノ
ファーノ（伊: Fano）は、イタリア共和国マルケ州ペーザロ・エ・ウルビーノ県にある都市であり、その周辺地域を含む人口約60,000人の基礎自治体（コムーネ）。ペーザロ・エ・ウルビーノ県においては、ペーザロに次いで人口の多いコムーネである。

## 地理

### 位置・広がり
ペーザロ・エ・ウルビーノ県東部、アドリア海沿岸のコムーネ。ペーザロから南東へ12km、ウルビーノから東北東へ33kmの距離にある。

#### 隣接コムーネ
隣接するコムーネは以下の通り。
- カルトチェート
- モンバロッチョ
- モンドルフォ
- ペーザロ
- サン・コスタンツォ
- テッレ・ロヴェレスケ

### 気候分類・地震分類
ファーノにおけるイタリアの気候分類 (it) および度日は、zona E, 2130 GGである。
また、イタリアの地震リスク階級 (it) では、zona 2 (sismicità media) に分類される。

## 行政

### 分離集落
ファーノには、以下の分離集落（フラツィオーネ）がある。
- Belgatto, Bellocchi, Caminate, Carignano Terme, Carrara di Fano, Centinarola, Cuccurano, Falcineto, Fenile, Fosso Sejore, Madonna del Ponte Metauro, Magliano, Metaurillia, Monte Giove, Ponte Sasso, Prelato, Roncosambaccio, Rosciano, San Biagio, San Cesareo, Sant'Angelo, Sant'Andrea in Villis, Tombaccia, Torrette di Fano, Tre Ponti

## 観光
分離集落のカリニャーノ・テルメは、サヴォイア＝カリニャーノ家が、この地に城を築いていたことに由来する名前であるが、温泉地としても著名である。

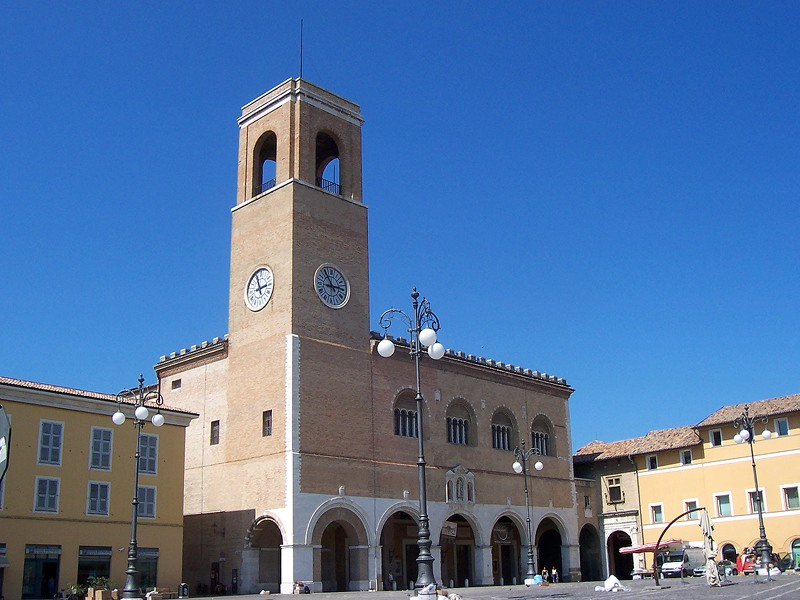
ラジョーネ宮
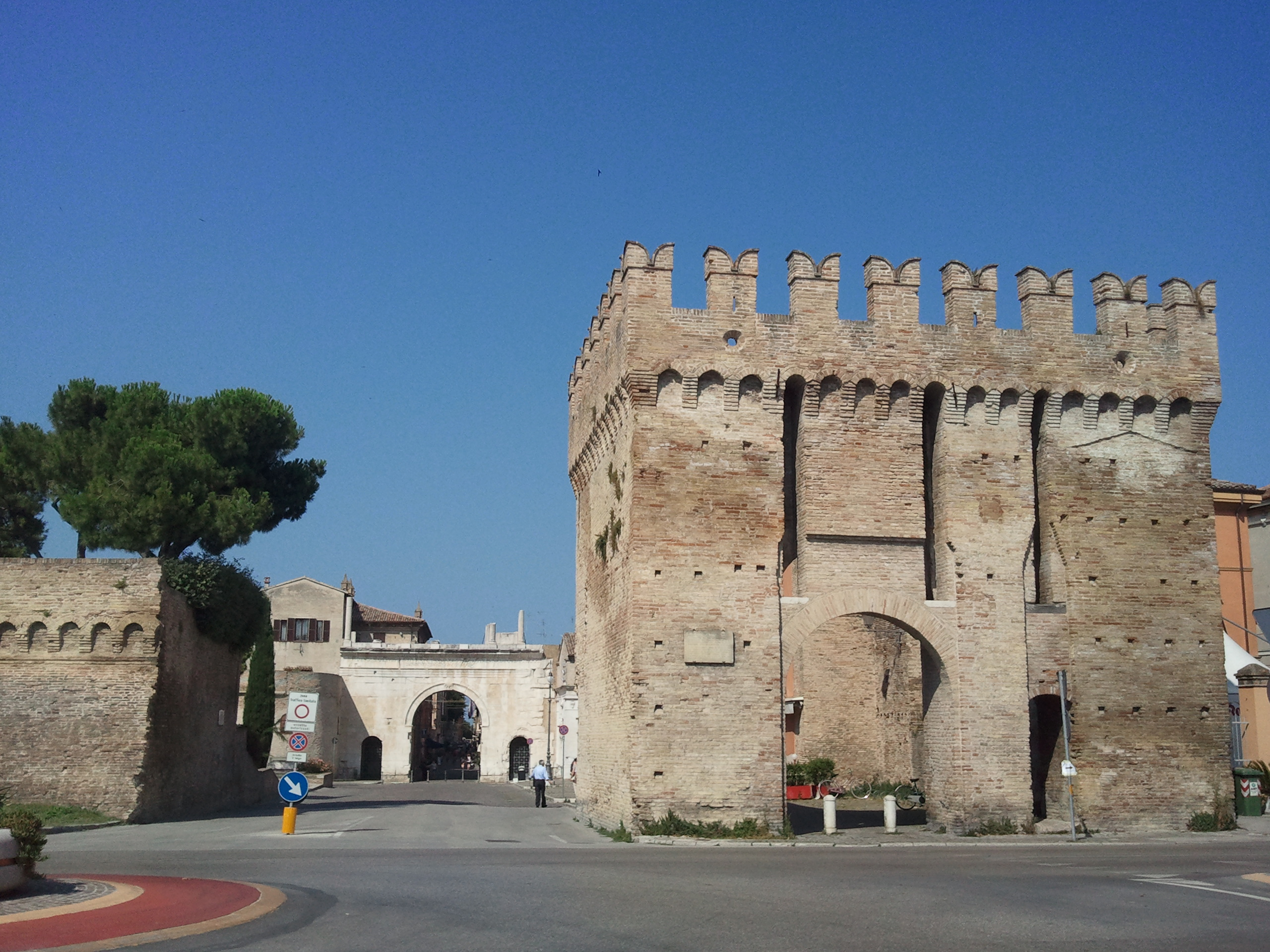
アウグストゥスの凱旋門（英語版）
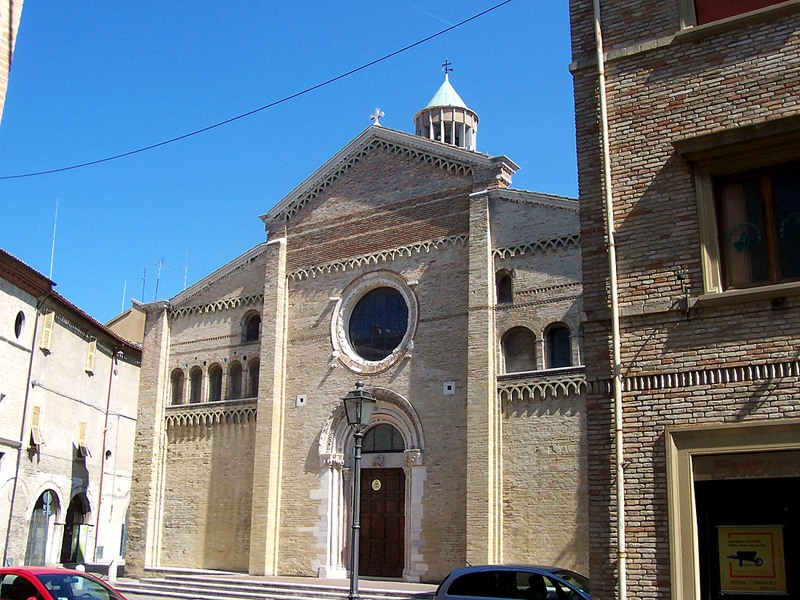
ファーノのドゥオーモ
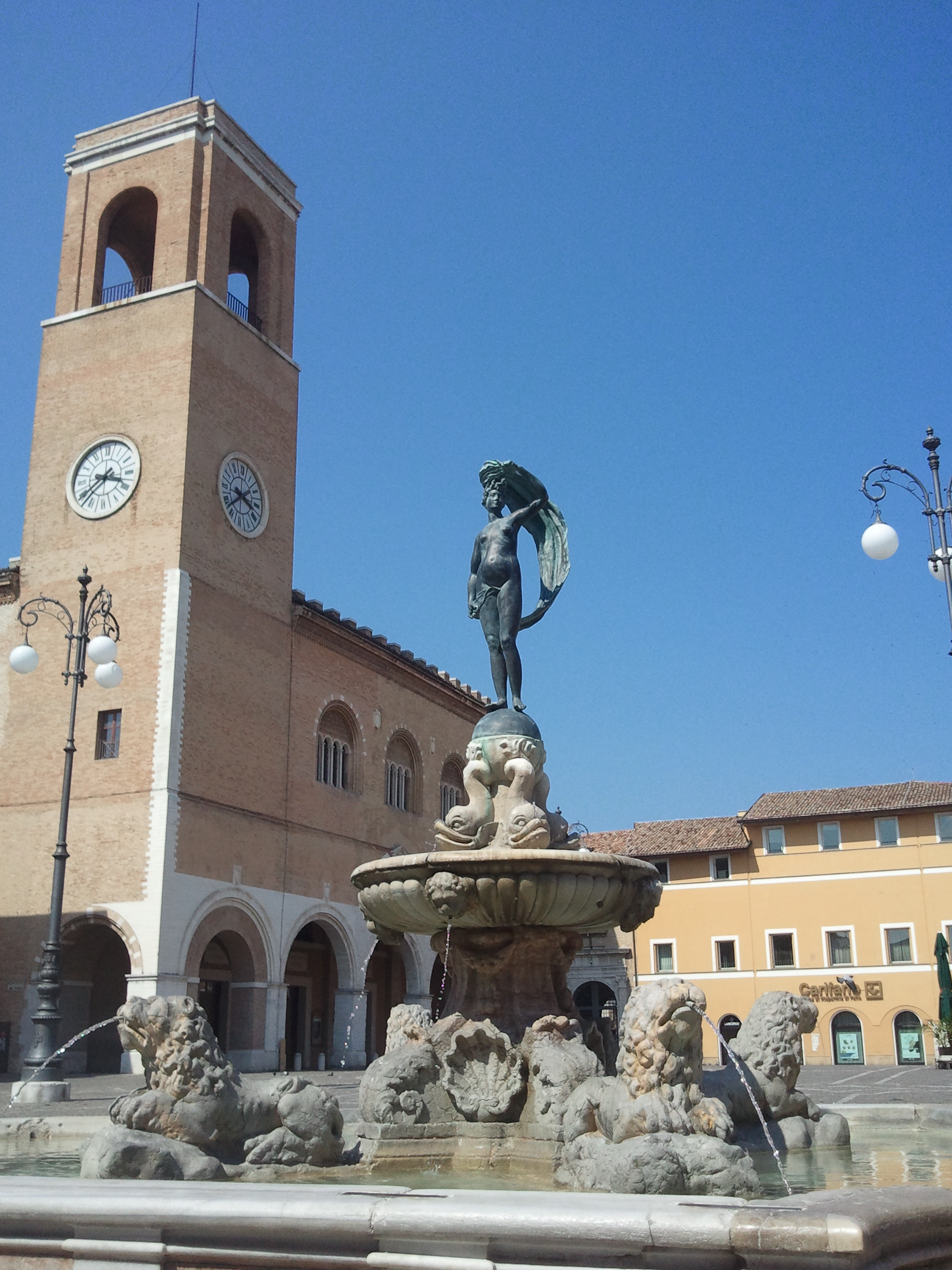
「9月20日広場」にある16世紀に造られた「幸運の噴水」

## 人物

### 著名な出身者
- フランコ・カプアーナ - 20世紀の指揮者、作曲者。
- ルチア・モリコ - 柔道選手。2004年アテネオリンピック銅メダリスト

## 姉妹都市
- ラシュタット、ドイツ
- サン＝トゥアン＝ロモヌ、フランス
- セント・オールバンズ、イギリス
- Stříbro、チェコ